# Holthuispenaeopsis atlantica
Holthuispenaeopsis atlantica is een tienpotigensoort uit de familie van de Penaeidae. De wetenschappelijke naam van de soort is voor het eerst geldig gepubliceerd in 1914 door Balss.